# Роберт Хантер
Роберт Хантер (енгл. Robert Hunter; Лорето, 21. април 1809 — Александрија, 18. јул 1887) је амерички адвокат и политичар из Вирџиније. Био је председавајући Представничког дома Сједињених Америчких Држава (1839-1841), и амерички сенатор (1847-1861). Током Америчког грађанског рата кратко је обављао дужност Државног секретара Конфедерације (1861-1862), а затим сенатор Конфедерације (1862-1865). Након рата, радио је као благајник у Вирџинији.
Његов лик се појављује на новчаници од 10 долара Конфедеративних Држава.